# Naohiro Kawakita
Naohiro Kawakita (japanisch 河北 尚広 Kawakita Naohiro; * 10. Juli 1980 in Takamatsu) ist ein ehemaliger japanischer Hürdenläufer, der sich auf die 400-Meter-Distanz spezialisiert.

## Sportliche Laufbahn
Erste internationale Erfahrungen sammelte Naohiro Kawakita im Jahr 1999, als er bei den Juniorenasienmeisterschaften in Singapur in 54,64 s den siebten Platz über 400 m Hürden belegte und mit der japanischen 4-mal-400-Meter-Staffel in 3:07,38 min die Goldmedaille gewann und damit einen neuen Meisterschaftsrekord aufstellte. 2003 nahm er an der Sommer-Universiade in Daegu teil und klassierte sich dort mit 50,03 s auf dem siebten Platz über die Hürden und wurde mit der Staffel in  3:05,97 min Vierter. Auch bei den Asienmeisterschaften 2005 in Incheon erreichte er im Hürdenlauf nach 50,10 s Rang vier und im Jahr darauf nahm er an den Asienspielen in Doha teil und gewann dort in 50,19 s die Bronzemedaille hinter seinem Landsmann Kenji Narisako und Meng Yan aus der Volksrepublik China. 2009 siegte er in 50,61 s über die Hürden bei den Ostasienspielen in Hongkong und sicherte sich dort in 3:07,08 min auch mit der Staffel die Goldmedaille. Im Jahr darauf gewann er bei den Asienspielen in Guangzhou in 50,37 s erneut die Bronzemedaille, diesmal hinter dem Inder Joseph Abraham und Bandar Sharahili aus Saudi-Arabien. Zudem sicherte er sich mit der Staffel die Silbermedaille hinter Saudi-Arabien, da er im Vorlauf zum Finaleinzug der Mannschaft beigetragen hatte. Er setzte seine sportliche Laufbahn ohne weiteren größeren Erfolge bis 2016 fort und beendete dann in Osaka seine aktive Karriere als Leichtathlet im Alter von 36 Jahren.

## Persönliche Bestleistungen
- 400 Meter: 46,88 s, 9. Oktober 2006 in Kōbe
- 400 m Hürden: 49,04 s, 3. Oktober 2009 in Niigata